# Ingresse
Ingresse é uma empresa brasileira com sede em Manaus que oferece serviços de venda de ingressos online para eventos de entretenimento com recurso de redes sociais, um processo conhecido como "social ticketing". A empresa recebeu o convite para se juntar à incubadora 500 Startups de Dave McClure após um jantar com o co-fundador e CEO Gabriel Benarrós.
Embora um acordo de não divulgação impeça a divulgação do valor total recebido a partir dos investidores-anjo, sabe-se que é superior à marca de U$ 1 milhão. Segundo Marcelo Henrique, chefe de arquitetura do site, a companhia, cuja equipe global é composta pelo francês Sébastien Robaszkiewicz e pela estadunidense Megan Li, pretende implantar uma nova interface que permita comentários e recomendações de eventos a partir dos gostos musicais dos usuários.